# 堀金村

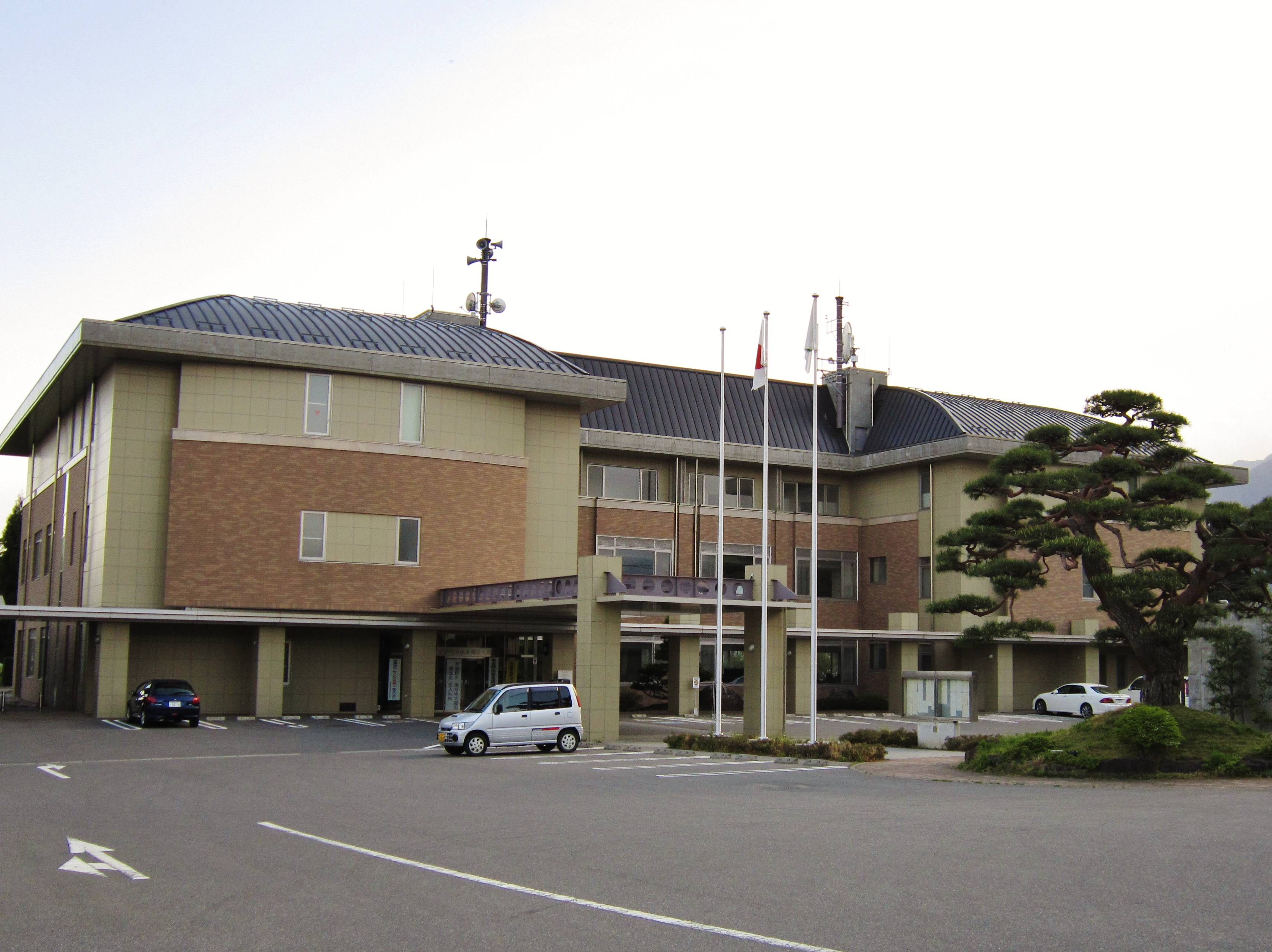
安曇野市役所堀金支所（旧・堀金村役場）

堀金村（ほりがねむら）は、長野県にかつて存在していた村である。

## 地理

### 隣接していた自治体
- 松本市
- 南安曇郡 豊科町、穂高町、三郷村

## 歴史
- 1955年（昭和30年）4月1日 - 烏川村・三田村が合併して発足。
- 2005年（平成17年）10月1日 - 南安曇郡豊科町・穂高町・三郷村・東筑摩郡明科町と合併して安曇野市が発足。同日堀金村廃止。

## 地域

### 教育
- 堀金小学校
- 堀金中学校
- 国営アルプスあづみの公園

## 交通
村内に鉄道はない。最寄り駅は大糸線豊科駅となる。
- 安曇観光タクシー
- 南安タクシー
- うららカー
- 福祉バス

道の駅
- アルプス安曇野ほりがねの里